# Тета-граф
Тета-граф или {\displaystyle \Theta }-graph — вид геометрического остова, подобного графу Яо. Основной метод построения разбивает пространство вокруг каждой вершины на множество углов, которые тем самым разбивают оставшиеся вершины графа. Подобно графам Яо {\displaystyle \Theta }-граф содержит максимум одно ребро на конус (для выбранной вершины), а отличаются они способом выбора ребра. В то время как графы Яо выбирают ближайшую вершину согласно метрике пространства, {\displaystyle \Theta }-граф определяет фиксированный луч, содержащийся в каждом конусе (обычно используется биссектриса угла) и выбирается ближайший сосед согласно ортогональной проекции на этот луч. Получающийся граф показывает некоторые хорошие свойства остовного графа.
{\displaystyle \Theta }-графы первым описал Кларксном в 1987 и независимо Кейл в 1988.

## Построение

Пример конуса -графа, исходящего из точки с прямой ортогональных проекций

{\displaystyle \Theta }-графы задаются несколькими параметрами, которые определяют его построение. Наиболее очевидным параметром является {\displaystyle k}, который соответствует числу одинаковых конусов, которые разбивают пространство вокруг каждой вершины. В частности, для вершины {\displaystyle p}, конус из {\displaystyle p} можно представить как два бесконечных луча, исходящих из этой точки с углом {\displaystyle \theta =2\pi /k} между ними. По отношению к {\displaystyle p} мы можем пометить эти конусы как {\displaystyle C_{1}\dots C_{k}} по часовой стрелке. Эти конусы разбивают плоскость, а также разбивают оставшееся множество вершин графа (предполагается общее положение вершин) на множества {\displaystyle V_{1}\dots V_{k},} снова относительно точки {\displaystyle p}. Каждая вершина графа имеет одно и то же число конусов разбиения в той же самой ориентации и мы можем рассматривать множество вершин, попавших внутрь каждого конуса.
Рассмотрим отдельный конус и нам нужно указать другой луч, исходящий из {\displaystyle p}, который мы обозначим {\displaystyle l}. Для любой вершины внутри конуса {\displaystyle V_{i}} мы рассмотрим ортогональную проекцию каждой точки {\displaystyle v\in V_{i}} на луч {\displaystyle l}. Пусть вершина {\displaystyle r} обладает наименьшей такой проекцией, тогда в граф добавляется ребро {\displaystyle \{p,r\}}. Это главное отличие от графов Яо, которые всегда выбирают ближайшую к {\displaystyle p} вершину. В примере на рисунке граф Яо включил бы ребро {\displaystyle \{p,q\}}.
Построение {\displaystyle \Theta }-графа возможно с помощью заметающей прямой за время {\displaystyle O(n\log {n})}.

## Свойства
{\displaystyle \Theta }-графы показывают некоторые хорошие свойства для геометрического остова.
Когда параметр {\displaystyle k} является константой, {\displaystyle \Theta }-граф является разреженным остовом. Каждый конус даёт максимум одно ребро, большинство вершин будет иметь малую степень и весь граф будет иметь не более {\displaystyle k\cdot n=O(n)} рёбер.
Коэффициент растяжения между любыми двумя точками остова определяется как отношение между метрическим расстоянием и расстоянием по остову (то есть следуя вдоль рёбер остова). Коэффициент растяжения всего остова равен максимальному коэффициенту растяжения по всем парам точек. Как было указано выше, {\displaystyle \theta =2\pi /k}, тогда, если {\displaystyle k\geqslant 9}, {\displaystyle \Theta }-граф имеет коэффициент растяжения, не превосходящий {\displaystyle 1/(\cos \theta -\sin \theta )}. Если в качестве прямой {\displaystyle l} для ортогональной проекции выбирается в каждом конусе биссектриса, то для {\displaystyle k\geqslant 7} коэффициент растяжения не превосходит {\displaystyle 1/(1-2\sin(\pi /k))}.
Для {\displaystyle k=1} {\displaystyle \Theta }-граф образует граф ближайших соседей. Для {\displaystyle k=2} легко видеть, что граф связен, поскольку каждая вершина связана с чем-то слева и с чем-то справа, если они существуют. Для {\displaystyle k=4} {\displaystyle 5}, {\displaystyle 6} и {\displaystyle \geqslant 7} известно, что {\displaystyle \Theta }-граф связен. Есть неопубликованные результаты, показывающие, что {\displaystyle \Theta }-графы связны также и для {\displaystyle k=3}. Есть много результатов, дающих верхнюю и/или нижнюю границу коэффициента растяжения.
Если {\displaystyle k} чётно, мы можем создать вариант {\displaystyle \Theta _{k}}-графа, известного как полу-{\displaystyle \Theta _{k}}-граф, где конусы разбиты на чётные и нечётные множества и рассматриваются рёбра только в чётных конусах (или только в нечётных). Известно, что полу-{\displaystyle \Theta _{k}}-графы имеют некоторые очень интересные свойства. Например, известно, что полу-{\displaystyle \Theta _{6}}-граф (и, следовательно, {\displaystyle \Theta _{6}}-граф, который является просто объединением двух дополняющих друг друга полу-{\displaystyle \Theta _{6}}-графов) являются 2-оствами.

## Программы рисования тета-графов
- Программа на языке Java
- Остова на основе конусов в Библиотеке Алгоритмов Вычислительной Геометрии (Computational Geometry Algorithms Library, CGAL)